# Parusovaja
La Parusovaja (in russo Парусовая?) è un fiume della Siberia Occidentale, affluente di destra del fiume Taz. che scorre nel Krasnosel'kupskij rajon del Circondario autonomo Jamalo-Nenec e nel Turuchanskij rajon del Territorio di Krasnojarsk, in Russia.
Il fiume ha una lunghezza è di 211 km, l'area del bacino è di 2 000 km². Sfocia nel Taz a 380 km dalla foce.  Il principale affluente sulla sinistra è la Malaja Parusovaja (lungo 66 km).